# Wierzchlesie
Wierzchlesie – wieś w Polsce, położona w województwie podlaskim, w powiecie sokólskim, w gminie Szudziałowo.
| SIMC    | Nazwa         | Rodzaj    |
| ------- | ------------- | --------- |
| 0042406 | Brzozowy Hrud | kolonia   |
| 1012844 | Litwinowy Ług | kolonia   |
| 0042398 | Nowosiółki    | część wsi |

W latach 1975–1998 wieś administracyjnie należała do województwa białostockiego. Leży na skraju Puszczy Odelskiej i Wzgórz Sokólskich.
Wieś królewska ekonomii grodzieńskiej położona była w końcu XVIII wieku  w powiecie grodzieńskim województwa trockiego. 
Wierzchlesie jest siedzibą parafii prawosławnej pod wezwaniem św. Jerzego, a 
wierni kościoła rzymskokatolickiego należą do parafii św. Wincentego Ferreriusza i św. Bartłomieja Apostoła w Szudziałowie. We wsi znajduje się rzymskokatolicka kaplica pod wezwaniem św. Jana Chrzciciela. 
Przez wieś przebiega Szlak Tatarski Duży oznakowany kolorem zielonym.  
Z  Wierzchlesia wywodził się  archimandryta Gabriel (imię świeckie Jerzy Giba).

## Ważniejsze obiekty
- Cerkiew św. Jerzego Zwycięzcy w Wierzchlesiu

## Nazwa miejscowości
W Słowniku geograficznym Królestwa Polskiego jest zapis Wierzchlesie al. Wierchlas. Nazwa potoczna Wiarchles,  dop. Wiarchlesu,  przym. wiarchleski (wszędzie z akcentem na e).